# S-25 Berkut

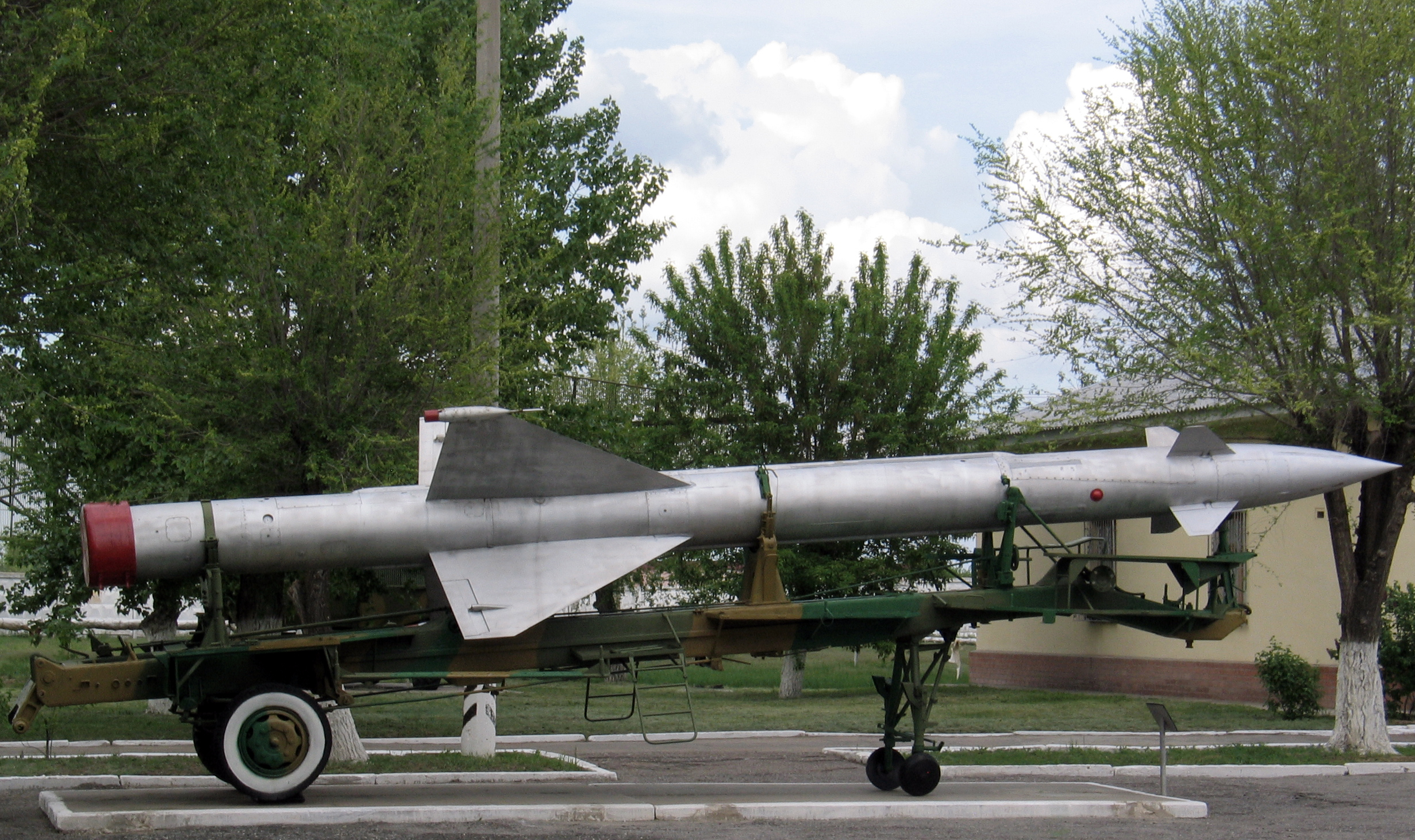
S-25 Berkut

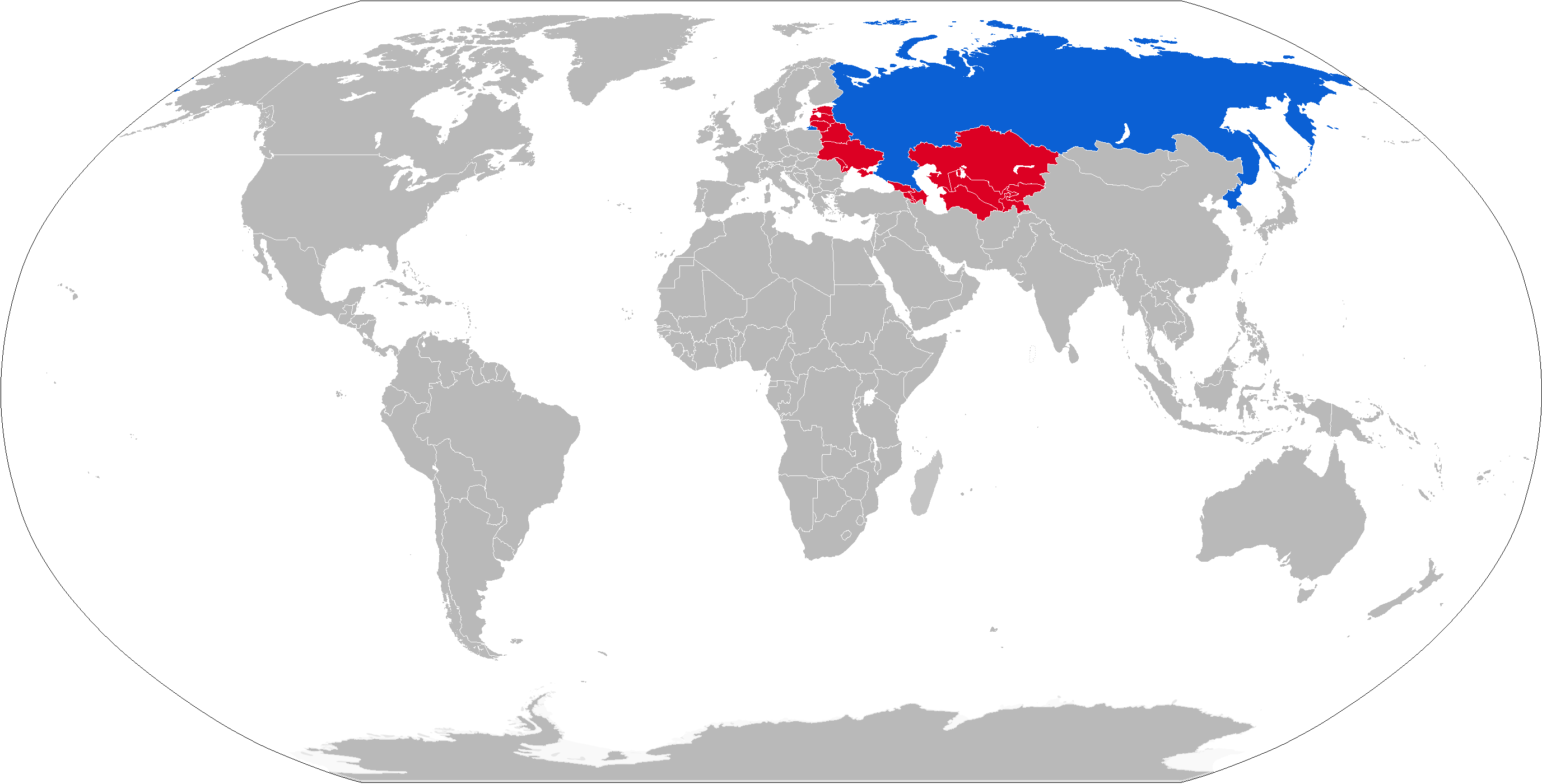
Użytkownicy systemu S-25 Berkut:
Niebieski - Aktualni, Czerwony - Byli

S-25 Berkut – (kod NATO: SA-1 Guild) system radzieckich kierowanych pocisków rakietowych ziemia-powietrze opracowanych w 1954 roku. Był to pierwszy system rakiet przeciwlotniczych opracowany w ZSRR, przewidziany do bezpośredniej obrony Moskwy.

## Historia
System S-25 Berkut zaczęto opracowywać w 1950 roku, przy współpracy wielu biur i instytutów badawczych. Rakietę opracowało biuro konstruktorskie OKB-301 pod przewodnictwem S. Ławoczkina, które w tym okresie zajęło się tematyką rakietową. Pozostałe komponenty i nadzór nad całością kompleksu tworzyło moskiewski KB-1 z głównymi konstruktorami S. Bierija i P. Kuksienki. Pierwsze próby poligonowe przeprowadzono 1951 roku, potwierdziły one główne założenia i kierunki prowadzenia prac. Ostatecznie całość systemu przeszła wszystkie próby wojskowe od 1954 do 1955 roku, następnie kompleks został przyjęty na uzbrojenie wojsk przeciwlotniczych obrony kraju. Bojowe dyżury kompleksy S-25 zaczęły w maju 1955, a gotowość bojową osiągnęła w czerwcu 1956 roku. System był na uzbrojeniu do końca istnienia ZSRR, a jego ostatnie komponenty usunięto w latach 1992–94. Infrastruktura S-25 była stopniowo zastępowana przez kompleksy S-300P i S-300PM.
Rakieta W-300 (205, wyrób 205) była jednostopniowym pociskiem na paliwo ciekłe w układzie kaczki.
Pierwsze pociski miały zasięg 35 km i mogły zwalczać cele na wysokości do 25 km, po kolejnych modyfikacjach osiągi wzrastały i ostatnie serie pocisków z 1982 roku miały zasięg 42 km i pułap 30 km.
Ciągłej modernizacji podlegały też silnik, układ naprowadzania na cel i niezawodność podzespołów systemu. Głowica miała masę 235 kg i była aktywowana zapalnikiem zbliżeniowym. Do odpierania zmasowanych nalotów opracowano głowicę z ładunkiem jądrowym o mocy 10 Kt. Pocisk był ustawiany pionowo na pozycji startowej i po starcie kierowano go w stronę celu. Przez 25 lat była to jedyna rakieta z taką metodą startu, obecnie jest to normą.
W skład systemu S-25 wchodziły radiolokatory wykrywania A-100, oraz radary naprowadzenia B-200 (znajdowały się one w półpodziemnym bunkrze), startowe stoły SM-63 (SM-82) dla rakiet W-300. Elementy systemu tworzyły dwa pierścienie wokoło Moskwy: zewnętrzny – o promieniu 90 km od centrum Moskwy – 34 pozycje startowe, wewnętrzny – o promieniu 50 km od centrum stolicy – 22 pozycje z radarami B-200. Radary wykrywania A-100 rozmieszczono w odległości 100-200 km od zewnętrznego pierścienia Moskwy, również 4 A-100 – w odległości 25-30 km od centrum stolicy. Przeciwlotniczy rakietowy pułk składał się z radiotechnicznej baterii z B-200 i dwu startowych baterii po 30 wyrzutni. Wokoło Moskwy było rozwiniętych 56 kompleksów – 3360 wyrzutni systemu S-25 (jednocześnie możliwe było zwalczanie 1120 celów). Organizacyjnie stanowiły Pierwszą Armię Obrony Powietrznej Kraju szczególnego przeznaczenia (cztery korpusy OPK szczególnego przeznaczenia z 56 przeciwlotniczymi rakietowymi pułkami).